# La Paga
"La Paga" – utwór stworzony i wykonywany przez kolumbijskiego muzyka Juanesa, pochodzący z drugiego albumu Un Día Normal. W kompozycji swego głosu udzielają raperzy Taboo i will.i.am z zespołu The Black Eyed Peas. Piosenka znalazła się również na latynoskiej wersji albumu Elephunk z 2003 oraz na europejskiej wersji płyty Mi Sangre Tour Edition.

## Lista utworów
1. "La Paga" (Radio Edit) - 3:33